# Филипенко, Елена Владимировна
Елена Владимировна Филипенко (девичья фамилия — Сюзева) (род. 29 июня 1987, Пермь) — российская яхтсменка, участница летних Олимпийских игр 2012 года в соревнованиях по парусному спорту, в классе яхт Elliott 6. Победитель в номинации «Яхтсменка года» в 2011 году национальной премии «Яхтсмен года», учрежденной Всероссийской федерацией парусного спорта. Мастер спорта международного класса (парусный спорт, «Эллиотт»). Живет в Краснодаре.
Выпускница Кубанского государственного университета культуры, спорта и туризма.

## Спортивные достижения
Участница Олимпийских игр (2012).
Чемпионка Европы (2010).
Серебряный призер чемпионата Европы (2011).